# Sh2-203
Sh2-203 est une nébuleuse en émission visible dans la constellation de Persée.
Elle est située dans la partie nord de la constellation, à environ 5° au nord de l'étoile Mirfak. La période la plus propice à son observation dans le ciel du soir tombe entre les mois de septembre et février et elle est considérablement facilitée pour les observateurs situés dans les régions de l'hémisphère boréal, où elle est circumpolaire jusqu'aux régions tempérées chaudes.
C'est une grande région HII située sur le bras de Persée. Les estimations de distance basées sur les émissions de CO ont fourni des valeurs partiellement contradictoires : selon une étude de 2003, la nébuleuse est située à environ 3 500 pc (∼11 400 al), tandis qu'une étude ultérieure du même auteur qui prend en considération les paramètres photométriques rapporte une distance d'environ 1 710 pc (∼5 580 al). Le responsable de son ionisation serait presque certainement une étoile de classe spectrale B connue sous le nom de LS I +55 47, bien qu'il y ait quelques incertitudes dues à la recombinaison de ses raies d'émission. Selon l'étude la plus récente, Sh2-203 est également associé au BFS 31 plus petit et plus brillant. Globalement, une source de rayonnement infrarouge est connue, portant les initiales IRAS 03211+5446. Elle est associée à une région HII compacte, site d'importants processus de formation d'étoiles, comme en témoigne la présence d'un maser avec des émissions de H2O à l'intérieur,.